# スター・トレック (1979年の映画)
『スター・トレック』（英: Star Trek: The Motion Picture）は、1979年のアメリカ映画。『宇宙大作戦』のレギュラーを中心とした『スタートレック』の劇場版第1作。ノベライズの日本語版タイトルは『宇宙大作戦－スター・トレック』である。公開時のキャッチコピーは「今こそ　人類の冒険が始まる」。
"The Motion Picture"の頭文字をとってTMPという略称で呼ばれる。原題を日本語に意訳すると『スタートレック: 劇場版（または映画版）』となる。
1983年にテレビ放映された際は新たに未公開シーンが追加され、2001年にはロバート・ワイズ監督自らが監修、特撮シーンのCGによる再製作や音響のリニューアルなどを行なった「ディレクターズ・エディション 特別完全版」が発表された。

## ストーリー
天体規模ほどもある巨大な雲状の「何か」が銀河系を進んでいく。その進路上で迎撃しようとしたクリンゴン艦や調査を試みたステーション・イプシロン9は攻撃を受け、消滅してしまう。進路の先には地球があり、迎撃可能な宇宙船は、5年間の調査飛行の後、軌道上のドックでの大改装を終えようとしていたU.S.S.エンタープライズのみであった。
提督に昇進していたカークは地上任務に就いていたが、この危機に乗じて、再びエンタープライズの指揮を執る。犠牲を伴いながらも体制を整え、カークたちは地球までわずかの距離に接近した雲の中に「ヴィジャー(V'Ger)」と名乗る謎の存在がいることを突き止めた。ヴィジャーは自らを造り出した創造者（クリエイター）を捜し、一体になろうとしているという。地球上にいる炭素ユニット（人類）達が創造者との交信を阻んでいると判断したヴィジャーはその抹殺を謀るが、機転を利かせたカークが創造者を教える条件で直接ヴィジャーに会いに行く。そこでカーク達は「ヴィジャー」とその「創造者」の意外な正体を知ることになる。

## 登場人物

### ゲストキャラクター
デッカーとアイリーアの2人は制作中止となった『スタートレック:フェイズII』のメインキャラクターだった。
ウィラード・デッカー
エンタープライズ号の艦長だったがカーク提督が現場に復帰したため交代。地球人男性。TVシリーズに登場するマット・デッカー准将の息子。
アイリーア
エンタープライズ号の航法士。デルタIV号星出身のデルタ人。デッカーとは旧知の仲。ヴィジャーに破壊的な方法で取り込まれ死亡。解析したデータを元に再構築されたアンドロイドが「エンタープライズ号に寄生する炭素ユニットを観察・記録するため」に送り込まれる。
ヴィジャー(V'Ger)
数天文単位もあるエネルギーの雲の中心にいたものの自称。クリンゴン帝国のクティンガ級巡洋戦艦を一瞬で消滅させるプラズマ兵器を持つ他、目に付いたものを破壊的な方法でデジタル化して情報として取り込み、データ・パターンに圧縮した後再構築することができる。
本作以外では『Star Trek Online』やウィリアム・シャトナーによる小説シリーズなどに再登場する。
テレビシリーズの一編に「超小型宇宙船ノーマッド」という良く似た設定のキャラクターが登場する。

## 視覚効果・その他
当時の日本円にして100億円もの巨費を投じ、本編監督にはロバート・ワイズ、特殊撮影にはダグラス・トランブルとジョン・ダイクストラらを起用して作られた。
70年代後半は『未知との遭遇』や『スター・ウォーズ』などのヒットによってSF映画の大規模予算での製作が盛んになり始めた時期であった（スペース・レースとも呼ばれた）。人気テレビドラマだったものが莫大な費用と最新技術により本格的に映画化されるとあってファンの前評判も高かった。
しかし、当初視覚効果監修に起用したロバート・エイブルとそのスタッフが、当時は未発達だったコンピュータ制御による撮影システムや3DCGの開発に時間と予算を取られ、公開日に間に合わないと判断され解雇。製作スケジュールが遅れ予算もあまりかけられないという状況で起用されたのが『未知との遭遇』のトランブルと『スター・ウォーズ』のダイクストラだった。2人はエイブルの下で進んでいたデザイン案を白紙に戻して、一からこの計画に取り組んだ。トランブルは『未知との遭遇』の機材・人材を投入し、新型のモーション・コントロール・カメラを開発、プレミア試写会の前日まで作業を続けるなど厳しいスケジュールの下で多数のSFXシーンを完成させた。そのほか、TV畑のフィル・ジョアノーが視覚効果コンサルタントとして参加し、当時既に未来的なデザインで知られていたシド・ミードがヴィジャーの外観デザインに招聘された。最終版にはエイブルが関わったシーンも、ワームホールに突入するエンタープライズ船内のシーンに残った。
映画公開後は大評判となり興業成績も良かったが、巨額の製作費と広告費が仇となって、コストパフォーマンスの悪さが際立つ結果となった。このシリーズは次作から手堅くジョージ・ルーカスが作ったSFX工房・ILMに特撮を依頼するようになる（TMP製作時はILM自体が存在しなかった）。皮肉なことに、劇場版第2作は本作が採用出来なかった3DCGが大きな見所の一つとなった。
当時の技術の限界から合成の痕跡が残っており、2001年にワイズ監督が監修した『ディレクターズ・エディション 特別完全版』では合成作業がデジタル処理でやり直され、未完成だったヴィジャーの外観もより多くの部分が映る。バルカン星の風景などCGで練り直された映像や、効果音が新たに差し替えられた場面もある。2022年の4K版では2001年時点では予算の都合で実現できなかった要素の追加や微調整が行われ、追加の視覚効果は185箇所にも及んでいる。音声もドルビーアトモスでリミックスされた。
ジェリー・ゴールドスミスが作曲した本作の主題曲は、後年のTVシリーズ『新スタートレック』やその劇場版でも使用された。
本作以降、クリンゴン人には額が隆起した特殊メイクアップが施されるようになった。
エンタープライズ号ユニフォームはTV版『宇宙大作戦』とは異なるデザインに刷新された。続編以降は別のデザインが採用されたので、このデザインは本作のみである。
日本語吹き替え版ではカークによる「航星日誌」の台詞が追加され、状況が分かりやすくなっている。
本作の日本公開を機に、このシリーズの邦題は原題に倣ったスター・トレックないしスタートレックが採用されている。

## キャスト
| 役名                   | 俳優                                              | 日本語版 | 日本語版                                                                                             |
| 役名                   | 俳優                                              | テレビ朝日版 （追加収録部分）                                                                                     | ソフト版 （追加収録部分）                                                                            |
| ---------------------- | ------------------------------------------------- | --- | --- |
| ジェームズ・T・カーク  | ウィリアム・シャトナー                            | 矢島正明 | 矢島正明                                                                                             |
| スポック               | レナード・ニモイ                                  | 瑳川哲朗 | 菅生隆之                                                                                             |
| レナード・マッコイ     | ディフォレスト・ケリー                            | 山内雅人 | 小島敏彦                                                                                             |
| モンゴメリー・スコット | ジェームズ・ドゥーアン                            | 小林修 | 小林修 （大泊貴揮）                                                                                  |
| ウフーラ               | ニシェル・ニコルズ                                | 川島千代子 | 松島みのり                                                                                           |
| ヒカル・スールー       | ジョージ・タケイ                                  | 富山敬 （坂東尚樹）                                                                                               | 坂東尚樹                                                                                             |
| パヴェル・チェコフ     | ウォルター・ケーニッグ                            | 古川登志夫 | 佐久田脩 （四宮豪）                                                                                  |
| クリスティン・チャペル | メイジェル・バレット                              | 島木綿子 （中澤やよい）                                                                                           | 定岡小百合                                                                                           |
| ジャニス・ランド       | グレース・リー・ホイットニー                      | | |
| ウィラード・デッカー   | スティーヴン・コリンズ                            | 堀勝之祐 | 山路和弘                                                                                             |
| アイリーア             | パーシス・カンバッタ                              | 鈴木弘子 | 田中敦子                                                                                             |
| クリンゴン艦長         | マーク・レナード                                  | 飯塚昭三 | （原音）                                                                                             |
| その他声の出演         | その他声の出演                                    | 滝沢久美子 鈴置洋孝 榊原良子 郷里大輔 秋元羊介 梨羽侑里 追加収録部分 湯屋敦子 定岡小百合 小形満 北村弘一 樫井笙人 | 辻親八 中田和宏 石井隆夫 青山穣 中澤やよい 斎藤恵理 横尾博之 田村聖子 追加収録部分 松川祐輝 篠田有香 |
| 日本語版制作スタッフ   |                                                   | | |
| 演出                   | 演出                                              | 佐藤敏夫 | 伊達康将                                                                                             |
| 翻訳                   | 高瀬鎮夫（劇場用字幕） 木原たけし（ソフト用字幕） | 岩佐幸子 （中村久世）                                                                                             | 岩佐幸子 （大岩剛）                                                                                  |
| 効果                   | 効果                                              | 遠藤堯雄 桜井俊哉                                                                                                 | |
| 録音                   | 録音                                              | | （金谷和美）                                                                                         |
| 制作進行               | 制作進行                                          | | （田村幸生） （邑中藍子）                                                                            |
| 制作                   | 制作                                              | 東北新社 | 東北新社                                                                                             |
| 初回放送 発売日        | 初回放送 発売日                                   | 1984年4月15日 『日曜洋画劇場』 LD・DVD・Blu-ray収録                                                               | 2002年5月24日 DVD・4K ULTRA HD・Blu-ray収録                                                          |

- テレビ朝日版：劇場公開版を吹き替えたもの。映像ソフト収録時にカットされた部分が追加収録されている。クリンゴン語、ヴァルカン語のセリフも全て日本語に吹替られている（モノラル音声）[10]。
- ソフト版：ディレクターズ・エディションを吹き替えたもの。クリンゴン語、ヴァルカン語のセリフは原音のままである（5.1chサラウンド音声）[11]。2022年10月7日に発売された4K Ultra HD+ブルーレイでは本編に合わせて一部再録・再編集されている。

『スター・トレック I-IV 4ムービーコレクション 4K Ultra HD+ブルーレイ』にはBlu-rayディスクと4K ULTRA HDディスク共にテレビ朝日版の吹替音声が収録されているが公式サイトにはソフト版のキャストが記載されており、本編終了後の日本語吹替版クレジットもソフト版のものになっている。

## スタッフ
- 監督：ロバート・ワイズ
- 創作・製作：ジーン・ロッデンベリー
- 音楽：ジェリー・ゴールドスミス
- SFX：ダグラス・トランブル、ジョン・ダイクストラ、ロバート・エイブル
- スペシャル サイエンス コンサルタント：アイザック・アシモフ